# Memorandum SANU
Memorandum SANU je dokument koji je stvorila Srpska akademija znanosti i umjetnosti - SANU kao strateški program srpske inteligencije. Memorandum SANU je odredio smjer rješenja srpskog pitanja unutar SFR Jugoslavije - jasno progovarajući o mogućnosti da se ta državna zajednica raspadne i o potrebi da se Srbi odlučno pripreme za takvu situaciju. Ovaj dokument bio je objavljen u javnosti preko novina "Večernje novosti" u dva nastavka 24. i 25. rujna 1986.
Akademik Vasilije Krestić objašnjava krajem 2017. godine da je dokument bio posve dovršen i lektoriran, ali da nije donijeta službena odluka da ga se objavi (nije se, međutim, SANU od dokumenta nikad ogradila) - nego je akademik Jovan Đorđević svojom inicijativom predao dovršeni tekst novinaru "Večernjih novosti".

## Radna grupa
- Pavle Ivić, Antonije Isaković, Dušan Kanazir, Mihajlo Marković, Miloš Macura, Dejan Medaković, Miroslav Pantić, Nikola Pantić, Ljubiša Rakić, Radovan Samardžić, Miomir Vukobratović, Vasilije Krestić, Ivan Maksimović, Kosta Mihajlović, Stojan Ćelić, Nikola Čobeljić.

## Sadržaj
Memorandum SANU rehabilitira sadržaje predjugoslavenskih srpskih politika iz vremena kada se težilo ostvarenju projekta Velike Srbije. U jednom moderniziranom obliku, on ne odstupa od već poznatih velikosrpskih programa ("Načertanije","Srbi svi i svuda", "Homogena Srbija"...):
- granice Srbije nisu u skladu s etničkim sastavom i kao takve one se trebaju prekrajati, jer prema memorandumu Ustav iz 1974. je nanio mnogo štete Srbiji, zbog stvaranja autonomnih pokrajina Vojvodine i Kosova, razvodnjavanje federacije, kao i zbog "umjetnih" administrativnih granica koje ne predstavljaju "pravu" sliku,
- ugroženost srpskog naroda od strane drugih naroda na području SFR Jugoslavije: asimilacija, iskorištavanje, istjerivanja, nemogućnost izražavanja, marginalizacija u političkoj, ekonomskoj, kulturnoj i naučnoj sferi,
- jačanje protusrpskih snaga unutar SFR Jugoslavije (Hrvati, Albanci),
- potreba za brzu i skoru akciju da se spriječi propadanje Srbije i srpskog naroda.

Memorandum stavlja srbijanskoj i jugoslavenskoj javnosti pred oči imanentnu mogućnost raspada SFR Jugoslavije i potrebu da se Srbi za takvu mogućnost odlučno pripreme: "Zastoj u razvoju društva, ekonomske teškoće, narasle društvene napetosti i otvoreni međunarodni sukobi, izazivaju duboku zabrinutost u našoj zemlji. Teška kriza je zahvatila ne samo politički i privredni sistem već i celokupni javni poredak zemlje... Objektivno ispitivanje jugoslovenske stvarnosti dopušta mogućnost da se sadašnja kriza završi socijalnim potresima s nesagledivim posledicama, ne isključujući ni tako katastrofalan ishod kao što je raspad jugoslovenske državne zajednice...  Postojeće depresivno stanje srpskog naroda, sa sve žešćim ispoljavanjima i srbofobije u nekom sredinama, pogoduje oživljavanju i sve drastičnijem ispoljavanju nacionalne osetljivosti srpskog naroda i reagovanima koja mogu biti zapaljiva, pa i opasna... Jugoslavija je s Ustavom iz 1974. godine postala labava državna zajednica u kojoj se razmišlja i o drugim alternativama, a ne samo jugoslovenskoj, kao što pokazuju skorašnje izjave slovenačkih javnih poslenika i raniji stavovi makedonskih političara. Ovakva razmišljanja i temeljno izvršena dezintegracija navode na pomisao da Jugoslaviji preti opasnost od daljeg rastočavanja. Srpski narod ne može spokojno očekivati budućnost u takvoj neizvesnosti. Zbog toga se mora otvoriti mogućnost svim nacijama u Jugoslaviji da se izjasne o svojim težnjama i namerama. Srbija bi se u tom slučaju mogla i sama opredeliti i definisati svoj nacionalni interes..." (1. dio Memoranduma). Prikazujući trenutačno krizno stanje SFR Jugoslavije kao zemlje koja dugi niz godina i vidno zaostaje za drugima u svijetu i u kojoj postoje jasne dezintegrativne tendencije (što je sve bilo u jednakoj mjeri točno, koliko i u suprotnosti sa službenom jugoslavenskom propagandom), Memorandum stavlja veliki naglasak na tobožnju neravnopravnost srpskog naroda u Jugoslaviji, te se iznosi da je "srpski narod u Hrvatskoj izložen rafiniranoj i delotvornoj asimilacionoj politici. Sastavni deo politike je zabrana svih srpskih udruženja i kulturnih ustanova u Hrvatskoj, koja su imala bogatu tradiciju iz vremena Austro-Ugarske i međuratne Jugoslavije, zatim nametanja službenog jezika koji nosi ime drugog naroda (hrvatskog) oličavajući time nacionalnu neravnopravnost. Taj je jezik ustavnom odredbom učinjen obaveznim i za Srbe u Hrvatskoj, a nacionalistički nastrojeni hrvatski jezikoslovci sistematskom i odlično organizovanom akcijom sve ga više udaljavaju od jezika u ostalim republikama srpskohrvatskog jezičkog područja, što doprinosi slabljenju veza Srba u Hrvatskoj s ostalim Srbima... Izuzimajući period postojanja NDH, Srbi u Hrvatskoj nikada u prošlosti nisu bili toliko ugroženi koliko su danas. Rešenje njihovog nacionalnog položaja nameće se kao prvorazredno političko pitanje. Ako se rešenja ne pronađu, posledice mogu biti višestruko štetne, ne samo po odnose u Hrvatskoj već i po čitavu Jugoslaviju. " (8. dio Memoranduma) Rješenja su sastavljači Memoranduma tražili u srpskim strategijama iz predugoslavenske prošlosti: "Demokratska građanska tradicija, za koju se Srbija borila i izborila u devetnaestom veku zbog uskogrudosti i neobjektivnosti zvanične istoriografije ostala je sve donedavno potpuno u senci srpskog socijalističkog pokreta. Time je istorijska slika pravnih, kulturnih i državničkih doprinosa Srbije građanskog društva toliko osiromašena i sužena da tako izobličena nije nikome mogla da posluži kao duhovna i moralna potpora ili kao oslonac za očuvanje i obnovu istorijske samosvesti. Čestiti i hrabri oslobodilački napori bosanskohercegovačkih Srba i čitave jugoslovenske omladine, kojoj je pripadala i Mlada Bosna, doživeli su sličnu sudbinu i pred istorijom bili potisnuti u drugi plan doprinosa klasne ideologije čiji su nosioci i tvorci bili austromarksisti kao osvedočeni protivnici nacionalnih oslobodilačkih pokreta." (9. dio Memoranduma)
Memorandum je pisan u SFRJ kao jednopartijskoj državi, u kojoj nije postojala sloboda govora. Njeno objavljivanje je stoga upriličeno uz stanovite improvizacije: nacrt dokumenta je "procurio" iz SANU. Međutim je dokument odmah prepoznat kao izraz suglasja srbijanske politike, kao misao oko koje se svi slažu, makar je ne moraju izrijekom spominjati.

## Utjecaj
Memorandum SANU je imao dalekosežan utjecaj na razvoj i obnovu nacionalističkog pokreta u Srbiji prvo pod okriljem Saveza komunista Srbije. Memorandum je imao i izravan utjecaj na Slobodana Miloševića koji je ideje izložene u memorandumu pokušao provesti u djelo: antibirokratska revolucija i ideja o velikoj Srbiji koja je kasnije bila uzrok rata u Sloveniji, Hrvatskoj, BiH i na Kosovu.

## Vanjske poveznice
- Memorandum: sažetak  Arhivirana inačica izvorne stranice od 3. travnja 2005. (Wayback Machine)
- Memorandum SANU:izvorni dokument na ćirilici u pdf-formatu  Arhivirana inačica izvorne stranice od 27. rujna 2007. (Wayback Machine)
- Memorandum Srpske akademija nauka i umetnosti (nacrt 1986).  Arhivirana inačica izvorne stranice od 22. svibnja 2015. (Wayback Machine).